# Фёлькерзамб, Адам Эвальд
Адам Эвальд Фёлькерзамб (Фёлькерзам) (25 мая 1734 — 23 февраля 1794) — государственный деятель Речи Посполитой, каштелян витебский (1787—1790), последний воевода инфлянтский (1790—1794), камергер короля Станислава Августа Понятовского.

## Биография
Представитель курляндского дворянского рода Фёлькерзам собственного герба. Старший сын Генриха Эвальда Фёлькерзамба (1690—1758) и Эльжбеты Хелены фон Виттен. Младший брат — Ежи Гедеон Фелькерзамб (1744—1823).
Занимал должности каштеляна витебского (1787—1790) и воеводы инфлянтского (1790—1794).
Член конфедерации Четырёхлетнего сейма.
Кавалер Ордена Святого Станислава (1784) и Ордена Белого орла (1789).

## Семья
Жена — Ева Марианна Оскерко (1753—1825), дочь Антония Иоахима Оскерко и Терезы Эперьяши. Супруги имели следующих детей:
- Адам Генрик Фёлькерзамб (род. 1783)
- Антоний Фелькерзамб (1784—1832)
- Мария Фелькерзамб (род. 1788), жена Казимира Волловича (1779—1849) и Стефана Микульского
- Бенедикта Фелькерзамб (род. 1790), муж — Бялопётрович.